# (20679) 1999 VU9
1999 في يو 9 (ويعرف أيضًا باسم (20679) 1999 في يو 9 وفق تسمية الكوكب الصغير) (بالإنجليزية: 1999 VU9)‏ هو كويكب ضمن حزام الكويكبات؛ وترتيبه 20679 من حيث الاكتشاف.
اكتُشف هذا الجُرم الفلكي بواسطة Charles W. Juels ‏ في 9 نوفمبر 1999.

## وصلات خارجية
- (20679) 1999 VU9 في قاعدة بيانات مختبر الدفع النفاث لأجرام النظام الشمسي الصغيرة

- الاكتشاف · مخطط المدار ·  العناصر المدارية · المعلمات المادية

- (20679) 1999 VU9 على موقع ويكي سكاي: DSS2, SDSS, GALEX, IRAS, Hydrogen α, X-Ray, Astrophoto, Sky Map, Articles and images